# Ингульское
Ингульское (укр. Інгульське) — село в Устиновской поселковой общине Кропивницкого района Кировоградской области Украины.
Население по данным на 01.01.2025 года составляло 442 человека. Население по переписи 2001 года составляло 747 человек. Почтовый индекс — 28624. Телефонный код — 5239. Код КОАТУУ — 3525884901.

## История
Основано в 1836 году братьями Корниченками.
До 2020 года входило в Устиновский район